# Разгром (роман)
«Разгром» — автобиографический роман Александра Фадеева, описывающий события Гражданской войны в России. За многими героями романа стоят реальные исторические прототипы. Роман издавался 255 раз, общим тиражом около 16 миллионов экземпляров (перерыв между изданиями «Разгрома» пришёлся на период с 1934 по 1947 гг., что было типичным и для многих других автобиографических произведений о гражданской войне, в годы ВОВ произведения Фадеева вообще не издавались центральными издательствами, кроме дневниковых записей «Ленинград в дни блокады»). По оценке литературоведа Л. Аннинского, «Разгром» выходил едва ли не во всех издательствах Советского Союза. Литературные критики ещё до публикации предвещали, что роман принесёт автору всесоюзную известность. Через пять лет после публикации роман был инсценирован двумя советскими театральными режиссёрами независимо друг от друга, и с 1932 по 1933 гг., а затем с 1969 до конца 1970-х гг. прочно держался в репертуаре советских театров. Роман был переведён на многие языки мира.

## История создания
Рассказ-«этюд» «Метелица», развёрнутый затем в роман «Разгром», был написан в 1924—1926 годах, когда в активе начинающего писателя были лишь рассказ «Против течения» и повесть «Разлив». Александр Фадеев написал «Разгром», проживая в здании редакции газеты «Советский Юг» в Ростове-на-Дону, о чём свидетельствует памятная доска. Кроме того, работа над романом велась в хуторе Долинском под Нальчиком, во время огромного по тем временам трёхмесячного отпуска, а заканчивал роман Фадеев в Ярославле. Автор писал о том, что хорошо знал: он жил в Уссурийском крае, в 1919 году вступил в Особый Коммунистический отряд красных партизан и вплоть до 1921 года участвовал в боевых действиях на Дальнем Востоке.
Роман получил высокую оценку других писателей и литературных критиков, в первую очередь Максима Горького, — в письмах из Сорренто Горький даёт свою оценку: «Очень талантливо сделана книга Фадеева».
Отдельные главы «Разгрома» впервые появились в журнале «Молодая гвардия», полностью он был издан ленинградским издательством «Прибой». П. И. Лебедев-Полянский раскритиковал Ленобллит за выдачу «Прибою» разрешительной визы, отметив несколько десятков «недопустимых слов и выражений». В последующих советских изданиях из «Разгрома» были исключены «фривольности» вроде «твою мать» и «на передок слаба».

## Сюжет
Действие происходит в годы Гражданской войны в Уссурийском крае. Красный партизанский отряд под командованием Левинсона (прототип — Иосиф Максимович Певзнер) стоит в деревне и продолжительное время не ведёт боевых действий. Люди привыкают к обманчивому спокойствию. Но вскоре противник начинает крупномасштабное наступление, вокруг отряда сжимается кольцо врагов. Командир отряда делает всё возможное, чтобы сохранить отряд как боевую единицу и продолжить борьбу. Отряд, прижатый к трясине, делает гать и переходит по ней в тайгу. В финале отряд попадает в казачью засаду, но, понеся большие потери, прорывается сквозь кольцо.

## Издания
- А. Фадеев Разгром: Роман. — Л.: Прибой, 1927. — 214 с. — 10 000 экз. (Новинки пролетарской литературы. Всесоюзная ассоциация пролетарских писателей)

## Экранизации
- 1931 — «Разгром». Режиссёр: Николай Береснев
- 1958 — «Юность наших отцов». Режиссёры: Михаил Калик, Борис Рыцарев
- 1972 — «Разгром» (чеш. «Porázka») (ЧССР, телеспектакль). Режиссёр: Владимир Кавциак

## Театральная постановка
- 1932 — Театр им. МГСПС и Московский театр Ленсовета, инсценировка К. Зубова.
- 1932 — Московский Малый театр, инсценировка М. Нарокова. В гл. ролях: В. Н. Пашенная, П. М. Садовский.
- 1969 — Московский театр им. Вл. Маяковского, инсценировка М. Захарова и И. Прута, режиссёр Марк Захаров, художник В. Левенталь. В ролях: Левинсон — Армен Джигарханян, Морозко — Игорь Охлупин, Метелица — Евгений Лазарев, Варя — Светлана Мизери, Мечик — Е. Карельских, дед Пика — Б. Толмазов[9].
- 1971 — Театр ГИТИС.